# Andrea Provana (sommergibile 1915)
L'Andrea Provana è stato un sommergibile della Regia Marina.

## Storia
Entrato in servizio nel settembre 1918, quando ormai la prima guerra mondiale volgeva al termine, ed assegnato – sotto il comando del capitano di corvetta Ubaldo degli Uberti – alla I Flottiglia Sommergibili di La Spezia, non prese parte ad alcuna azione bellica.
Nell'ottobre 1920 fu assegnato all'Accademia Navale di Livorno ed impiegato nell'addestramento degli allievi.
Nel 1923, durante la crisi di Corfù, quando la flotta italiana occupò quell’isola con uno sbarco, il Provana – insieme al gemello Barbarigo –, al comando del capitano di fregata Achille Gaspari Chinaglia, fu tenuto (emerso) di retroguardia durante lo sbarco, venendo poi dislocato in agguato su una delle due rotte che conducevano a Corfù (all'altra fu destinato il Barbarigo): i due sommergibili sarebbero serviti a proteggere la squadra navale italiana da un eventuale contrattacco da parte di navi greche.
Prese parte alle esercitazioni del 1926 e del 1927.
Il 30 marzo 1927, mentre il sommergibile si trovava a Portoferraio, ci fu uno scoppio causato dal motore diesel di dritta: rimasero feriti 6 uomini. Trainato a La Spezia, il sommergibile, ormai superato, non fu neanche riparato: fu posto in disarmo e quindi radiato il 21 gennaio dell'anno seguente. Fu poi demolito.
Durante l'esposizione mondiale del 1928 la sezione centrale del sommergibile, comprendente la torretta, fu collocata a Torino, davanti al padiglione della Regia Marina.
Conclusasi l'esposizione, tale parte del Provana fu acquistata dall'ANMI di Torino, che la collocò, nel 1933, nel Parco del Valentino, nei pressi della propria sede (viale Marinai d'Italia 1), ove si trova tuttora.visitabile gratuitamente previo appuntamento
Ricorrendo nell'anno 2015 il centenario della messa in cantiere dell'unità navale, domenica 12 aprile nel corso dei festeggiamenti, è stata riattivata a bordo del sommergibile una stazione radio che ha riportato nell'etere i segnali radiotelegrafici e radiofonici del Sommergibile A. Provana dando nuovamente voce all'unità ormai silente da 88 anni .